# Putto

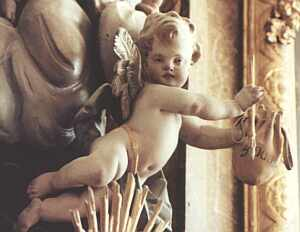
Putte (Kloster Obermarchtal)

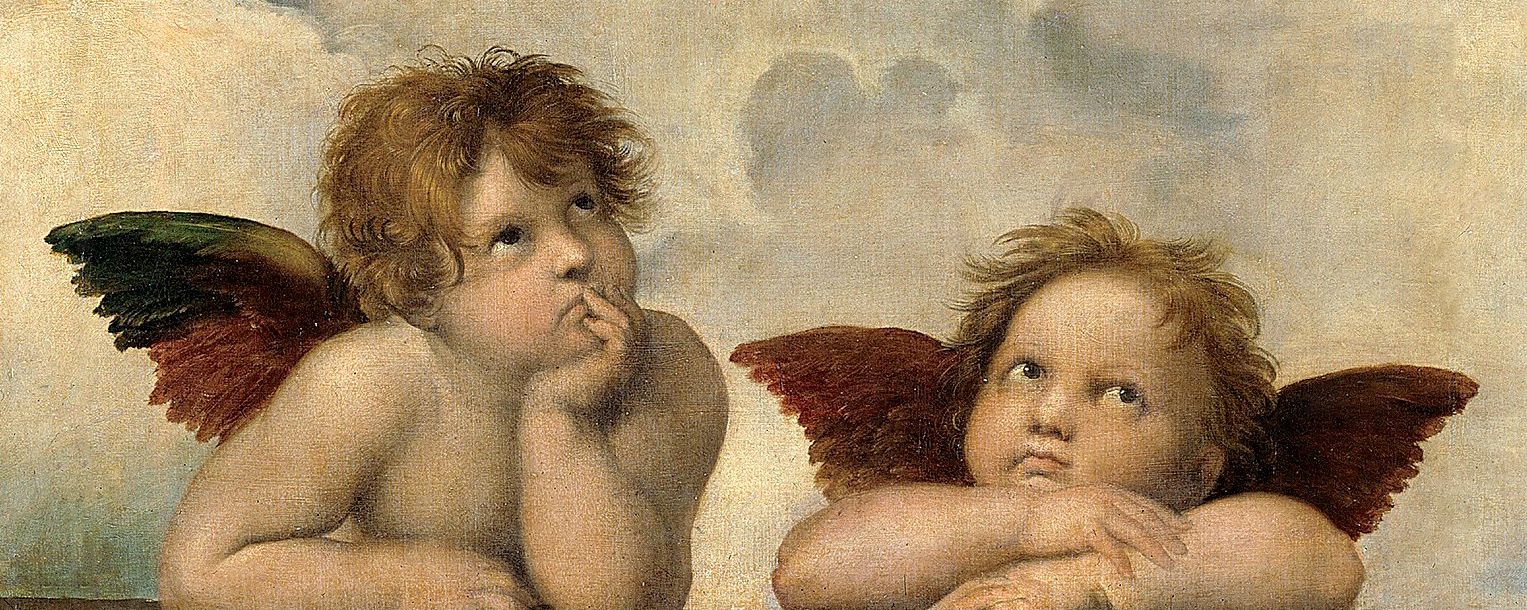
Engel in Raffaels Sixtinische Madonna

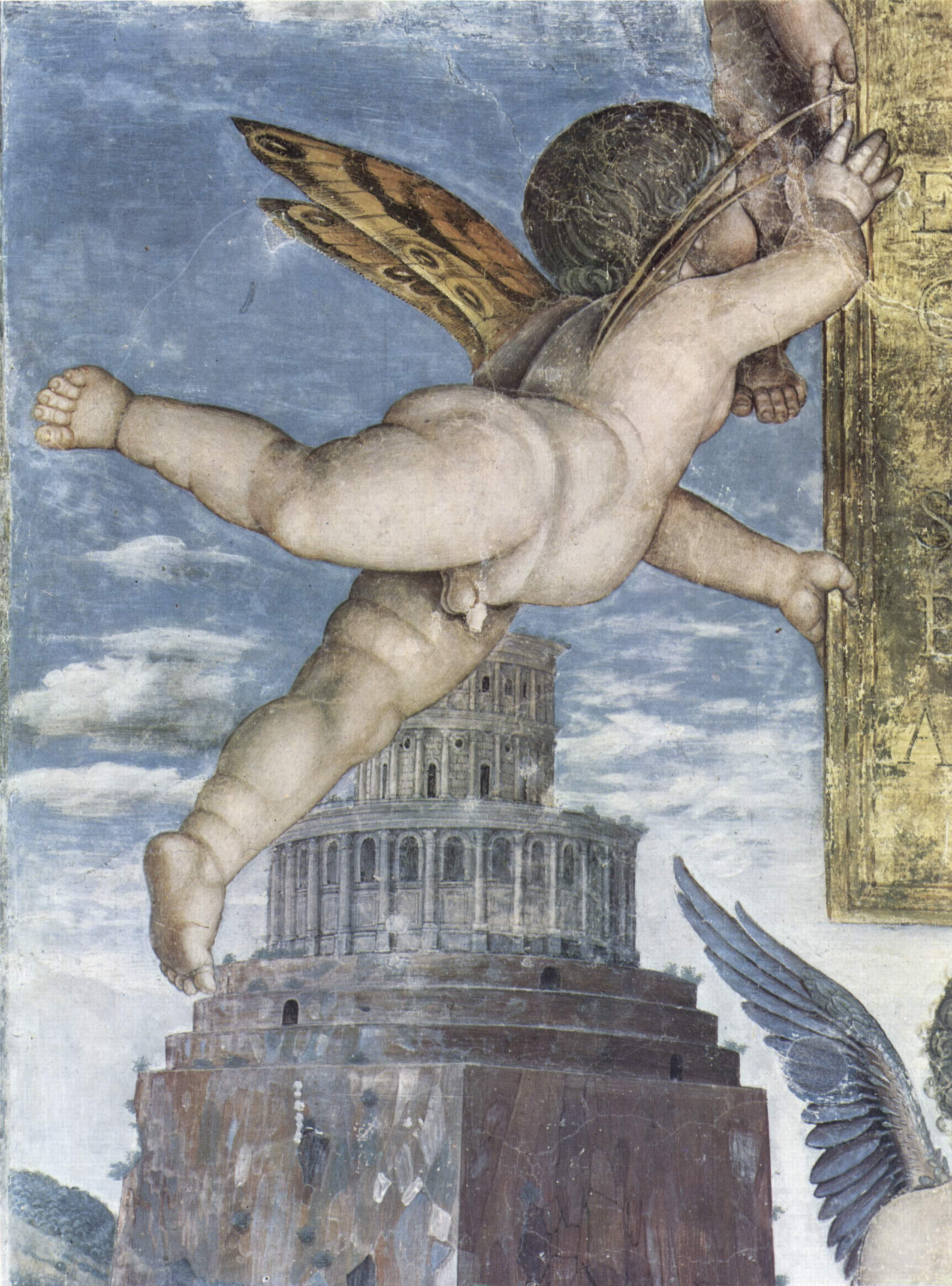
Fresko in der Camera degli Sposi im Palazzo Ducale (Mantua, 15. Jh.)

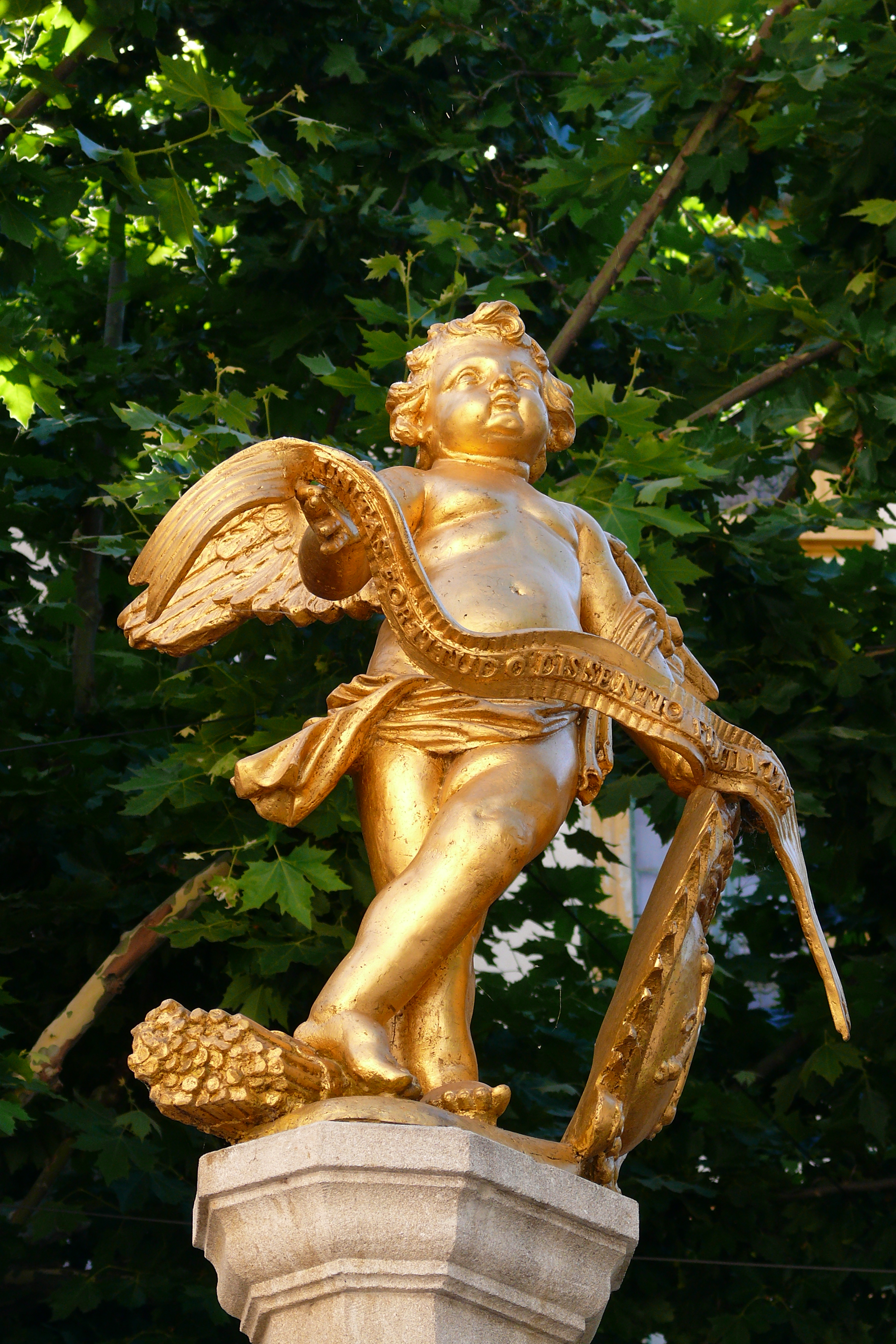
Putto auf einem Brunnen in Carpentras (Frankreich)

Ein Putto oder eine Putte, Plural: Putten oder Putti, ist in der Skulptur und Malerei eine Kindergestalt, die meist wenig bekleidet oder nackt auftritt, mit oder ohne Flügel.

## Etymologie
Das Wort Putto ist eine Entlehnung aus dem Italienischen: putto (Plural putti), bedeutet ‚Knäblein‘ und geht seinerseits auf das lateinische Wort putillus ‚Knäblein‘ zurück.

## Darstellung
Putten wurden für allegorische Darstellungen eingesetzt oder auch zur Wiederholung eines thematischen Gestaltungskonzepts, häufig jedoch zu rein dekorativen Zwecken.
Seit der Antike verkörperten sie bis in die Gegenwart vielfach Liebesgötter. Die Sonderform der Eroten, kindlicher Eros-Figuren, ist seit der griechischen Antike bekannt. Der Althistoriker Pierre Grimal hält den geflügelten kindlichen Putto für eine hellenistische Synthese aus dem griechischen Eros und dem ägyptischen Kindgott Hor-pa-chered (dem ptolemäischen Harpokrates). Beispiele findet man auch in der römischen Antike, etwa in Pompeji.
In der frühchristlichen Kunst werden Engel mit Musik in Verbindung gebracht. Seit dem 15. Jahrhundert erscheinen in der christlichen Ikonographie vermehrt Darstellungen von kindlichen Engeln, die meist musizieren. Man nimmt an, dass auch die Verbindung von Musik und Jugend auf antike Traditionen zurückzuführen sei.
Neben vielen Puttendarstellungen in der frühchristlichen Kunst finden sich z. B. in der Kirche Santa Costanza in Rom in den Kreisornamenten der Gewölbemosaiken Bacchantinnen und Putten aus der Mitte des 4. Jahrhunderts. Die Motive sind Weinernteszenen und Streumuster mit Vögeln, Zweigen u. a. mit geometrischen Mustern auf weißem Grund, von hellenistischem Geist erfüllt.
Albrecht Dürer zeigt in seinem 1514 geschaffenen rätselhaften Meisterstich Melencolia I einen eher passiv untätigen Putto melancholicus. Ebenfalls in seinem Werk Die Hexe sind vier Putten zu sehen. In der Barockkunst wurden die musizierenden Kindesengel immer mehr zu kleinkindähnlichen Putten stilisiert und vor allem auch in der Plastik häufig verwendet. In manchen Kirchen, aber auch auf profanen Gemälden (z. B. in und um Venedig, z. B. in der Villa Cigolotti), finden sich mehrere hundert, die Altäre, Orgeln, Geländer, Gesimse, Plastiken und Fresken schmücken. Die bekanntesten Puttendarstellungen sind Die Engel der Sixtina aus Raffaels Sixtinischer Madonna in der Gemäldegalerie Alte Meister in Dresden und Die Früchtegirlande von Peter Paul Rubens, Frans Snyders und Jan Wildens in der Alten Pinakothek in München. Einige Darstellungen von Putten schmücken auch die Barockepithaphien auf dem Gesandtenfriedhof in Regensburg. 
Ein entblößter Junge auf Wappen wie in Hengelo (Gelderland) ist noch kein Putto.

## Sonstiges
Die Sonderform der Amoretten als Darstellung des Liebesgottes Amor war während des Barock und Rokoko ebenfalls weit verbreitet.
Eine Putte ist das Markenzeichen der Oberschwäbischen Barockstraße. Der bekannteste ist wohl der Honigschlecker in der Wallfahrtskirche Birnau, geschaffen von dem Stuckateur aus der Wessobrunner Schule, Joseph Anton Feuchtmayer.
Eine absolut seltene Ausnahme findet man bei dem Bildhauer Giuseppe Maria Mazza (1653–1741). Wie das Wort Knäblein schon aussagt, sind es Knaben, die als Putten dargestellt sind. In seinem venezianischen Relief Allegorie der Freien Künste der  Geometrie
hat er diese jedoch von einem Putto-Knaben und einem Putto-Mädchen eingerahmt.
Zu Heldenputto siehe Mariensäule (München) und Mariensäule (Wernstein am Inn).